# Ardenner
Ardennern (plural: ardennerna, sällan ardenrarna) är en kraftfull hästras med ursprung i Ardennerna. Ardennern är den vanligaste kallblodshästen i världen och många länder har egen avel av ardenner efter en egen standard. Dock räknas ardennerns hemland som Belgien, tillsammans med grannländerna Frankrike och Luxemburg. Men det finns numera även svensk ardenner, holländsk ardenner, tysk ardenner m.m. Alla med egenskaper som passar sitt land och sina användningsområden.
Ardennern har ofta använts som arbetshäst inom tyngre jordbruk och transport. Före 1800-talet var ardennern mindre och mer kompakt än dagens moderna ardennerhästar. Idag är ardennern vanligast som tyngre körhäst och inom skogsbruket.

## Historia
Condroz-platån har ansetts vara den belgiska ardennerns egentliga hemvist. Jordmån och klimatiska förhållanden gynnade utvecklingen av en tung, massiv och urstark hästras. Ursprungligen fanns flera sinsemellan ganska väl skilda hästtyper i Belgien. Av dessa hästar var ardennern den minsta. Brabanthästen i samma region var av medelstorlek. Så småningom slog man samman alla hästtyper i området och lade upp en gemensam stambok för dem.
När Julius Caesar år 57 f.Kr. kom till Gallien, fann han i det nuvarande Belgien en hård och outtröttlig lanthäst som var stamfader till den nuvarande ardennerhästen. Även den grekiska historikern Herodotos lovprisade dessa hästar för deras kraft och styrka. Troligtvis härstammar ardennern från den nordeuropeiska skogshästen som är stamfader till de flesta av dagens kallblodshästar. 
Såsom namnet anger kom dessa första hästar av rasen från Ardennernas högland, beläget i sydöstra Belgien på gränsen mot Frankrike. Dessa hästar kallades också på den tiden "bergsardenner". De var små, sega, hårda och rörliga hästar, vilka vid korsning visade sig passa väl ihop med det svenska hästmaterialet och många ardennerhästar exporterades till Sverige för att förbättra de gamla svenska lanthästarna.
Under 1600-talet, 1700-talet och en bit in på 1800-talet användes ardennerhästarna oftast inte inom jordbruket utan som tyngre ridhästar och körhästar, framförallt inom kavalleriet. Under den franska revolutionen (1789) och den efterföljande kejsartiden ansågs ardennerhästen vara den absolut bästa artillerihästen i hela Europa. Under den ryska kampanjen år 1812 kunde Napoleon I inte nog berömma de outtröttliga ardennerhästarna. Den franska hären förlorade under nämnda fälttåg på en enda natt ca 30.000 hästar, men ardennerhästen uthärdade kölden och nöjde sig med halmen, som utgjorde de ryska bondstugornas tak, och lyckades på så vis stå emot alla umbäranden. 
Under början av 1800-talet påbörjades en lång rad med förbättringar på Ardennern och en hel del utavel. Ardennerhästarna korsades bland annat med det mycket lättare och ädlare arabiska fullblodet för att göra ardennerhästarna rörligare och mer energiska. Utavel skedde även med engelska fullblod, men också med tunga och starka kallblod som Percheron och Boulognesare. Dessa raser hade dock liten inverkan på ardennern.  Det var först mot mitten av 1800-talet som de största förändringarna skedde, då jordbruket förändrades och nya krav ställdes på hästmaterialet. Ardennern korsades då med mycket tunga och stora kallblod som brabanthästar och auxoishästar. Resultatet blev en mycket större och tyngre ardenner. Den mindre typen fanns fortfarande kvar men ersattes mer och mer av de större och tyngre typerna. Ända in på 1970-talet avlades lättare ardennerhästar i nordöstra Frankrike, men idag är denna typ mer eller mindre försvunnen. 
Under första världskriget användes tusentals av den numera mycket större ardennern återigen inom kavalleriet. Där användes de för att dra vagnar med proviant, vapen och kanoner. Under både det första och andra världskriget förlorades så många hästar att man tvingades importera hingstar från bland annat Nederländerna för att föda upp beståndet igen. Efter mitten av 1900-talet skulle dock mekaniseringen av jordbruken och samhällena leda till att intresset för stora och tunga hästar skulle minska drastiskt och inget mer blod utifrån krävdes. Uppfödarna kunde istället satsa på att fixera typen och avla upp hästar med hög kvalitet. 
Den moderna ardennern är mycket större än den gamla typen, men är även den vanligaste och mest populära kallblodshästen i Europa. Idag används hästarna väldigt sällan inom jordbruk men desto mer inom skogsbruket eller som körhästar.

## Ardennerhästen i Sverige
Till Sverige infördes de första ardennerhästarna år 1873, då greve Carl Gustaf Otto Kristian Wrangel anskaffade tre hingstar till ett värmländskt hingstbolag (hingstarna döptes till Ardenne, Faro och Railleur). År 1874 importerade han stona Rigolette och La Mére till Blomberg i Skaraborgs län. Därmed var också grunden lagd till det första svenska ardennerstuteriet. 
Det dröjde inte länge förrän ardennerhästen erövrat större delen av södra och mellersta Sverige. Även i Norrland blev rasen använd till korsning, men dess bättre insåg man innan det ännu var för sent, att den gamla Norrlandshästen inte borde bortkorsas med främmande blod.

### Svensk ardenneravel
Avel av den svenska ardennern sker under kontroll av Avelsföreningen för Svenska Ardennerhästen. 
Avelsmålen i svensk ardenneravel är:
- att hålla rasen ren från inblandning av främmande raser, och förbättra dess exteriör och hälsotillstånd med bibehållande av de goda bruksegenskaperna.
- att ardennerhästens exteriör skall vara väl sluten med stark rygg ett långt kors, breda djupa lår, ha rättställda ben med korta skenor, torra kraftiga väl markerade ledgångar, och välformade hovar, som harmonierar med hästens storlek.

Obligatorisk hovbroskröntgen av hingstar som ämnas visas på hingstpremiering skall ske från och med 2 1/2 års ålder.  Godkända avelsfärger är brunt (som är vanligast) fux, svartbrunt, svart, samt olika skimmelvarianter.

## Egenskaper

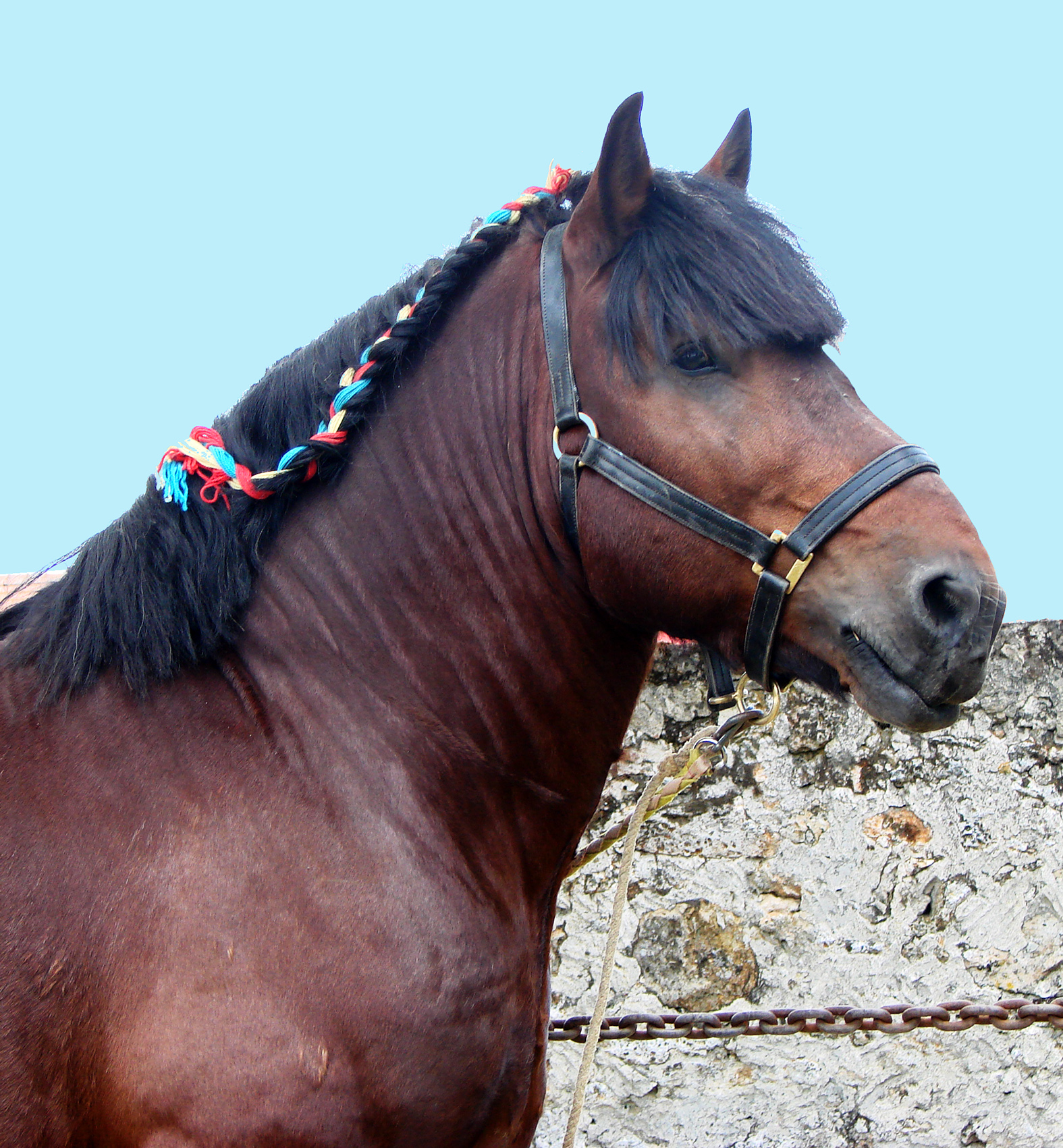
Ardennerhästarna har ett kraftigt huvud med en skarpt "avhuggen" mule och tydligt utåtbuktande nosprofil

Den moderna ardennern är en mycket kraftig kallblodshäst och är ofta mycket mer robust och rund än många andra europeiska kallblodsraser. Benen är kraftiga och starka, ofta med yvigt, men inte för kraftigt hovskägg. Ryggen är enormt bred och ovanligt kort, men är väl musklad och stark. Halsen är kraftig och brett ansatt på den muskulösa bogen. I förhållande till den massiva kroppen så är hovarna ovanligt små, men de är sunda och starka och visar ofta inga tendenser till att spricka eller torka ut. Ardennern har ett kraftigt huvud med en platt, "avhuggen" mule, konkav nosrygg och stora utstående ögon. Öronen är relativt små och sitter ganska brett isär. På grund av den väl musklade och liggande bogen så är rörelserna ofta förvånansvärt fria och livliga. 
Klimatet i Ardennerna där hästen först föddes upp är känt för sina hårda vintrar. Detta har lett till en härdig häst som är naturligt sund, seg och långlivad. Ardennern är älskad för sitt fogliga och lätthanterliga lynne, samt för att den är arbetsvillig och stark. 
Enligt rasens standard är de mest önskvärda färgerna stickelhårig fux, mörkt skimmel, mörk fux och ljust brun. Ljusare fuxfärger och isabell godkänns också. Mankhöjden ligger ofta mellan 155 och 162 cm och hästarna väger mellan 500 och 800 kg även om vissa exemplar lätt kan komma upp i en vikt på över ett ton.